# Varzuga
La Varzuga è un fiume della Russia europea settentrionale (oblast' di Murmansk), tributario del mar Bianco.

## Percorso
Nasce dal versante meridionale dell'altopiano Kejvy, nella parte meridionale della penisola di Kola, scorrendo dapprima verso sudest con il nome di Malaja Varzuga (piccola Varzuga), curvando successivamente verso occidente prendendo il nome di Bol'šaja Varzuga (grande Varzuga) per dirigersi, poco dopo la confluenza del Pana (uno dei suoi maggiori affluenti), nuovamente verso sudest, fino a sfociare nel mar Bianco vicino all'insediamento di Kuzomen'.

## Bacino idrografico
Il bacino idrografico della Varzuga si estende nella sezione sudorientale della penisola di Kola, in una regione piuttosto pianeggiante e spesso paludosa. Sono compresi nel bacino della Varzuga i due laghi Sergozero e Babozero.
Il clima piuttosto freddo fa sì che il popolamento sia piuttosto rado: il fiume non incontra infatti praticamente centri urbani, gli unici degni di nota essendo i villaggi di Varzuga e Kuzomen'.

## Regime
La Varzuga ha un regime tipico di quasi tutti i fiumi artici russi, caratterizzati da minime invernali e massimi tardo primaverili ed estivi. è gelato in media da ottobre a maggio.
Portata media del fiume Varzuga misurata presso il villaggio di Varzuga, in m³/s
Dati calcolati nel periodo 1935-1994